# Oedura murrumanu
Oedura murrumanu (вапняковий оксамитовий гекон) — вид геконоподібних ящірок родини диплодактилідів (Diplodactylidae). Ендемік Австралії. Описаний у 2014 році.

## Поширення й екологія
Вапнякові оксамитові гекони мешкають у горах Оскар на північному заході регіону Кімберлі в Західній Австралії. Вони живуть у напівпустельних чагарникових заростях, серед вапнякових скель.